# ديرموت أوليري
ديرموت أوليري (بالإنجليزية: Dermot O'Leary)‏ هو مقدم برامج إذاعية ومقدم تلفزيوني بريطاني، ولد في 24 مايو 1973 في كولشيستر في المملكة المتحدة.

## وصلات خارجية
- ديرموت أوليري على موقع IMDb (الإنجليزية)
- ديرموت أوليري على موقع ميوزك برينز (الإنجليزية)
- ديرموت أوليري على موقع ديسكوغز (الإنجليزية)
- ديرموت أوليري على موقع قاعدة بيانات الفيلم (الإنجليزية)